# Vaag trilkorstje
Het vaag trilkorstje (Bourdotigloea vestita) is een schimmel behorend tot de familie Phleogenaceae. Hij leeft saprotroof op hout. Hij komt voor op takken van allerlei loofbomen en struiken en is bekend van grove den (Pinus sylvestris).

## Verspreiding
In Nederland komt het vrij zeldzaam voor. 